# Laetesia olvidada
Laetesia olvidada là một loài nhện trong họ Linyphiidae.
Loài này thuộc chi Laetesia. Laetesia olvidada được A. David Blest & Cor J. Vink miêu tả năm 2003.